# Zlokućane
Pour l’article homonyme, voir Zlokućane (Lipljan).
Pour un autre village kovovar, voir Zlokućane (Klina).
Zlokućane (en serbe cyrillique : Злокућане) est un village de Serbie situé sur le territoire de la Ville de Leskovac, district de Jablanica. Au recensement de 2011, il comptait 192 habitants.

## Démographie
| 1948 | 1953 | 1961 | 1971 | 1981 | 1991 | 2002 | 2011 |
| ---- | ---- | ---- | ---- | ---- | ---- | ---- | ---- |
| 274  | 303  | 298  | 270  | 260  | 254  | 217  | 192  |

|  |